# Imran Khan
Pour l'acteur de Bollywood, voir Imran Khan (acteur).
Pour homme politique britannique, voir Imran Ahmad Khan.
Pour les articles homonymes, voir Khan (homonymie).
Imran Khan (en ourdou : عمران خان) , né le 5 octobre 1952 à Lahore,, est un ancien joueur international de cricket et un homme d'État pakistanais, Premier ministre du 18 août 2018 au 10 avril 2022.
Outre ses activités politiques, Khan est aussi un philanthrope et a surtout été un joueur vedette de l'équipe pakistanaise de cricket de 1971 à 1992 dont il a été le capitaine par intermittence sur la période 1982-1992. Après s'être retiré du cricket à la fin de la Coupe du monde de 1987, il a été rappelé pour rejoindre l'équipe en 1988. À 39 ans, Khan mena son équipe à la victoire de la Coupe du monde de 1992, la première et seule victoire du Pakistan en Coupe du monde.
En avril 1996, Khan fonde et le Mouvement du Pakistan pour la justice (PTI), un parti politique longtemps marginal, dont il a été le seul membre élu au Parlement jusqu'en 2013. Cependant, son parti émerge lors des élections de 2013 comme la troisième force du pays, devenant l'une des principales force d'opposition au gouvernement. Son parti arrivant en tête des élections de 2018, il est élu Premier ministre en août de la même année. Il est renversé par une motion de censure durant la crise politique de 2022. L'armée pakistanaise et les États-Unis sont intervenus en coulisse pour favoriser la destitution d'Imran Khan.
Le nouveau gouvernement, dirigé par Shehbaz Sharif, frère cadet de Nawaz Sharif, qui fut premier ministre à trois reprises depuis les années 1990, tente de l'éliminer de la vie politique en lançant contre lui de multiples procédures judiciaires. Au total, Imran Khan est poursuivi dans plus de 200 affaires depuis qu'il a été chassé du pouvoir.  Il est condamné, entre août 2022 et février 2024, à quatre peines de prison pour des accusations de corruption et pour s’être marié sans avoir attendu un délai de trois mois après le divorce de son épouse. Son entourage politique et son parti sont également ciblés par la répression. Un panel d'experts de l'ONU a estimé que sa détention « n'a aucune base légale et semble avoir été destinée à disqualifier sa candidature à une fonction politique ». Il reste considéré comme la figure politique la plus populaire du Pakistan.
En janvier 2025, cité dans une autre affaire judiciaire, il est condamné à quatorze ans de prison pour corruption et détournements de fonds en lien avec la fondation créée par ses soins, Al-Qadir Trust, aux côtés de sa troisième épouse, Bushra Bibi. Le montant du préjudice s'établit à 190 millions de livres sterling provenant de la National Crime Agency et devant être restitués au Pakistan.

## Jeunesse et formation universitaire
Imran Khan est né à Lahore, dans la province du Pendjab, d'Ikramullah Khan Niazi, qui était ingénieur civil, et de Shaukat Khanum, morte d'un cancer en 1985. Il descend par son père d'Haibat Khan Niazi (en), général du padishah de l'Inde Sher Shah Suri et gouverneur du Pendjab, et par sa mère du poète-soldat et maître soufi Pir Roshan (en), inventeur de l'alphabet pachto. Sa famille est originaire de Mianwali et issue d'une tribu pachtoune parlant saraiki. Il est élevé, avec ses quatre sœurs (une a été fonctionnaire aux Nations unies, une est femme au foyer, une est femme d'affaires et la dernière est médecin), à Lahore dans un milieu aisé et cultivé.
Il fait sa scolarité à Lahore, au Aitchison College (en), puis en Angleterre, où il intègre le cours Philosophie, politique et économie du Keble College de l'université d'Oxford en 1972. Il y côtoie notamment Benazir Bhutto, femme politique majeure du Pakistan. Imran Khan est parfaitement anglophone. Il parle aussi l'ourdou et le pachto.

## Carrière sportive
Imran Khan a joué pour l'équipe pakistanaise de cricket de 1971 à 1992 et a été par intermittence son capitaine sur la période 1982-1992. Après s'être retiré du cricket à la fin de la Coupe du monde de 1987, il a été rappelé pour rejoindre l'équipe en 1988 à la demande du président de la République Muhammad Zia-ul-Haq. À 39 ans, Khan mena son équipe à la victoire de la Coupe du monde de 1992, la première et seule victoire du Pakistan en Coupe du monde. Il est distingué par l'ICC Cricket Hall of Fame, temple de la renommée dont il fait partie des 55 premiers élus. Deux autres Pakistanais figurent dans cette introduction initiale, Hanif Mohammad (en) et Javed Miandad (en).

## Philanthropie
Après sa retraite du cricket en 1992, et durant plus de quatre ans, Imran Khan se consacra entièrement à des activités philanthropiques. En 1991, il avait fondé le Shaukat Khanum Memorial Trust, une association caritative nommée en hommage à sa mère, Shaukat Khanum. Pour le premier accomplissement du Memorial Trust, Khan instaura le premier et seul hôpital pour cancéreux du Pakistan, construit avec des dons et des fonds dépassant les 25 millions de dollars, que Khan collecta dans le monde entier. En mémoire de sa mère, qui décéda d'un cancer, le Shaukat Khanum Memorial Cancer Hospital & Research Centre (en), un hôpital caritatif pour cancéreux couvrant gratuitement 70 % des patients, ouvrit à Lahore le 29 décembre 1994.
Il a aussi créé dans la région rurale de Mianwali, d'où est issu son père, une université aux coûts réduits.

## Carrière politique

### Fondation du PTI et débuts difficiles

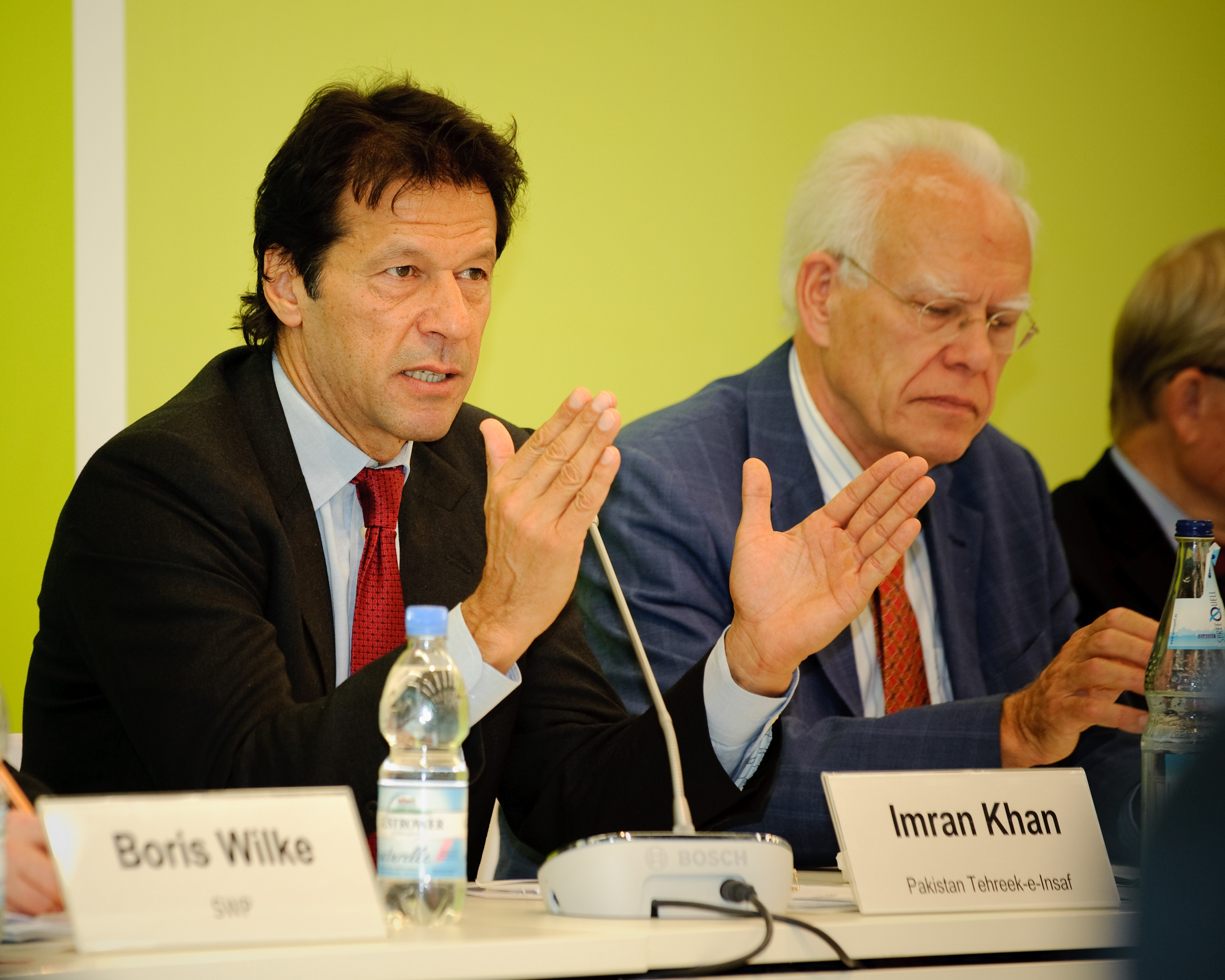
Imran Khan en novembre 2009.

Quelques années après la fin de sa carrière professionnelle dans le cricket, Khan s'engagea dans la vie politique. Il admit n'avoir jamais voté à une élection auparavant. Depuis lors, ses travaux politiques majeurs ont consisté à s'opposer aux dirigeants politiques au pouvoir, tels que Pervez Musharraf ou Asif Ali Zardari, ainsi qu'aux politiques étrangères avec les États-Unis et le Royaume-Uni.
Il a fondé son propre parti politique, le Mouvement du Pakistan pour la justice (« Pakistan Tehreek-e-Insaf », PTI), le 25 avril 1996. Il échoue aux élections législatives de 1997, en ne remportant aucun siège. En revanche, le PTI obtient un siège aux élections législatives de 2002, grâce à l'élection d'Imran Khan dans une circonscription de l'Assemblée nationale du district de Mianwali.
En 2007, Imran Khan et son parti s'engagent dans le mouvement des avocats, de même que d'autres partis d'opposition, pour protester contre la révocation de nombreux juges par le président Pervez Musharraf. C'est dans ce contexte que son parti boycotte les élections législatives de 2008.

### Ascension politique et élections de 2013

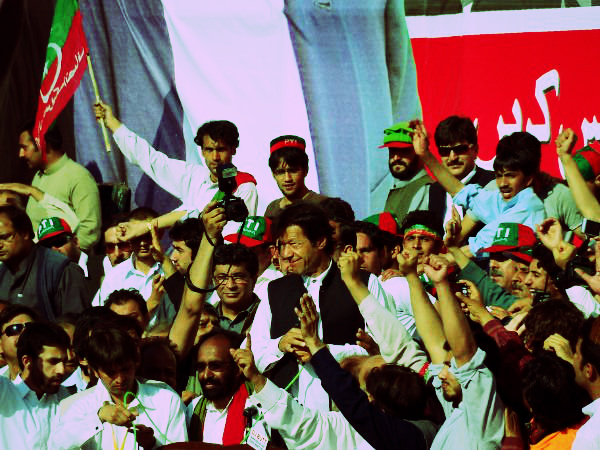
Rassemblement politique du Mouvement du Pakistan pour la justice à Abbottabad, en avril 2012.

Dès 2011, à l’approche des élections législatives de 2013, son parti profite d'une attention soudaine, réunissant des foules importantes et bénéficiant du ralliement de nombreux hommes politiques, venant notamment des trois principaux partis.
Dans le cadre de l'affaire du mémorandum qui provoque une crise politique en 2011-2012, Imran Khan demande des élections anticipées. Il indique par ailleurs qu'il ne soutiendrait pas d'action anti-constitutionnelle de la part de l'armée, en référence à des rumeurs de coup d'État.
En vue des élections de 2013, il indique son ambition de devenir Premier ministre et cherche donc à obtenir une majorité pour son parti. Il dénonce les deux partis historiques, centre son discours autour de la lutte contre la corruption et pour l'union du pays, en rejetant toute influence étrangère et cherchant à protéger la souveraineté du pays. Il s'oppose aux attaques de drones américains dans les régions tribales, qui ont fait des milliers de morts civils, ainsi qu'à la lutte armée contre les talibans anti-gouvernementaux, et dit rechercher une solution politique ; cela lui attire néanmoins des critiques, de naïveté ou de collusion avec les talibans.
Le 7 mai 2013, à quatre jours du scrutin, il est victime d'une chute lors d'un meeting, ce qui lui vaut d'être hospitalisé pour des fractures.
Les sondages publiés en 2012 donnent son parti entre la première et troisième position, avec entre 17 et 31 % des voix. Mais c’est finalement Nawaz Sharif et son parti qui remportent les élections, ce premier devenant Premier ministre. Imran Khan est pour sa part élu député simultanément dans trois circonscriptions nationales : avec 62 % des voix dans la première de Peshawar, 50,2 % dans la septième de Rawalpindi et 61,6 % dans la première de Mianwali. De même, son parti s'inscrit comme la troisième force de l'Assemblée nationale et surtout, il remporte le scrutin dans la province de Khyber Pakhtunkhwa et mène une coalition gouvernementale, dirigée par un proche de Khan, Pervez Khattak.

### Figure de l'opposition

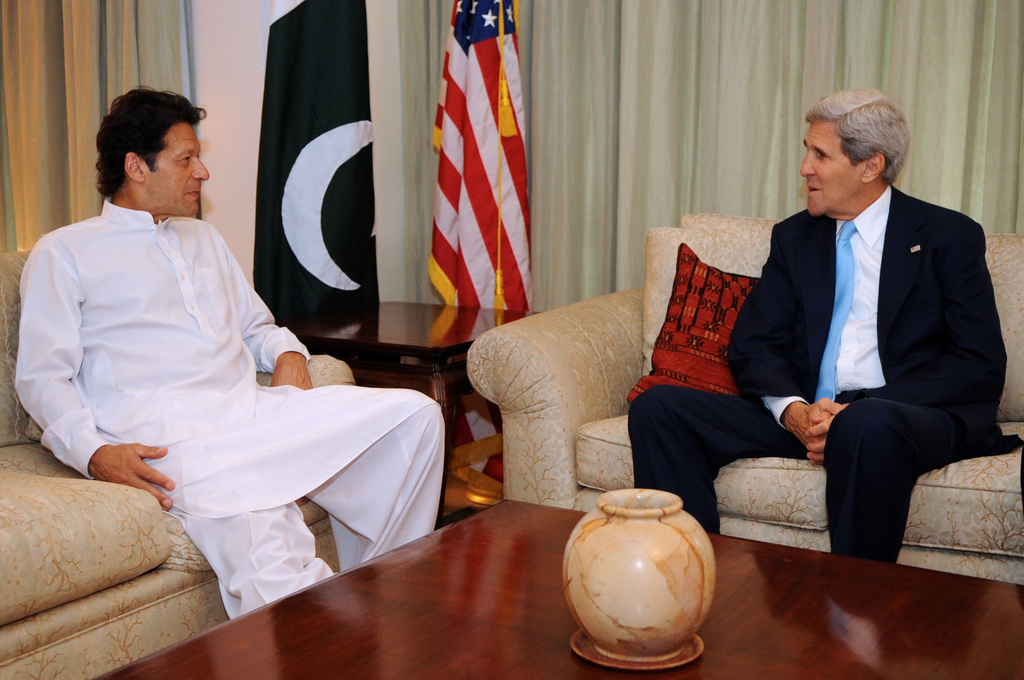
Imran Khan rencontre John Kerry en 2013.

Bien que reconnaissant dans un premier temps la défaite de son parti aux élections législatives de 2013, Imran Khan dénonce rapidement des fraudes électorales à Karachi en faveur du parti local, puis dans le Pendjab en faveur du vainqueur de l'élection, la Ligue musulmane du Pakistan (N). Les plaintes déposées à la Cour suprême aboutissent rapidement à un nouveau scrutin dans une circonscription très contestée de Karachi, mais les recours déposés à propos de 55 circonscriptions du Pendjab ne donnent rien.
En août 2014, il lance en parallèle avec Mohammad Tahir ul-Qadri une marche politique partant de Lahore et terminant par un sit-in dans la capitale Islamabad. Il demande de nouvelles élections législatives et la démission du Premier ministre Nawaz Sharif. Rencontrant un certain succès, il réunit entre 100 000 et 1 000 000 de personnes dans des rassemblements dans l'ensemble pacifique. En décembre 2014, alors que les négociations avec le gouvernement n'ont rien donné et que la mobilisation s’essouffle, Imran Khan met un terme au mouvement peu après le massacre de l'école militaire de Peshawar, invoquant des « raisons de sécurité » et le besoin d'« unité nationale ».

### Première place aux élections législatives de 2018

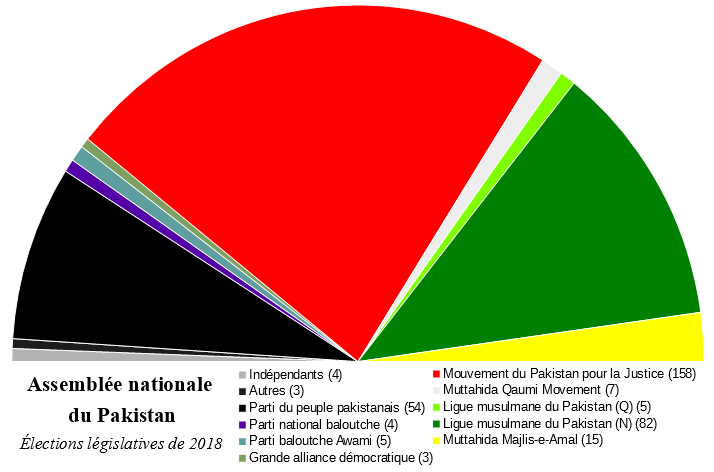
Composition de l'Assemblée nationale après les élections de 2018, avec le parti d'Imran Khan en rouge.

Pour les élections législatives de 2018, son mouvement fait partie des deux favoris avec le pouvoir sortant. Imran Khan établit d'ailleurs à l'occasion de celles-ci un virage plus conservateur, indiquant par exemple vouloir sauvegarder la loi interdisant le blasphème,. Ses opposants lui reprochent de vouloir ainsi s'attirer le vote des conservateurs religieux. En revanche, son programme accorde une place significative à l'écologie et il promet des investissements dans l'éducation et la santé. Ses promesses relatives à la scolarisation des enfants ont été saluées par la lauréate du prix Nobel de la paix Malala Yousafzai.
Durant la campagne, le clan Sharif accuse la puissante armée pakistanaise de comploter contre lui et de favoriser le PTI, alors que certains médias et fonctionnaires notent une répression contre le parti sortant et dénoncent des censures,. Le 25 juillet, il arrive largement en tête des législatives mais sans obtenir de majorité absolue, bien que ses rivaux dénoncent des fraudes électorales. Il entame alors des négociations pour former un gouvernement de coalition avec des petits partis et des indépendants.

### Premier ministre

#### Coalition et investiture
Le 30 juillet, le PTI annonce avoir trouvé un accord en vue de former un gouvernement de coalition, ralliant des candidats indépendants, la Ligue musulmane du Pakistan (Q), le Parti baloutche Awami et la Grande alliance démocratique ainsi que le Mouvement Muttahida Qaumi,. Il reçoit le 17 août l'investiture de l'Assemblée nationale par 176 voix favorables, soit quatre de plus que la majorité requise. Son élection est saluée par une ovation, tandis que Shehbaz Sharif obtient 96 voix et que d'autres partis s'abstiennent lors de ce scrutin. En arrivant au pouvoir, il interrompt l'alternance traditionnelle entre le Parti du peuple pakistanais et les factions de la Ligue musulmane du Pakistan, notamment celle de Nawaz.
Peu après son élection, il déclare : « Je suis ici après vingt-deux ans de combats. Aucun dictateur ne m'a pris en charge ». Il promet aussi une enquête sur de possibles irrégularités lors des législatives, ainsi que d'œuvrer à un possible rapprochement avec l'Inde. Sa prestation de serment a lieu le lendemain 18 août. La cérémonie a été organisée le matin au palais présidentiel d'Islamabad, et y ont assisté des dirigeants nationaux et internationaux, ainsi que l'équipe du Pakistan de cricket championne du monde en 1992 et certains joueurs indiens de cricket. Durant la cérémonie, il promet de « faire preuve d'une foi sincère et de fidélité au Pakistan ».
Le 9 septembre 2018, face à un tollé au sujet de son appartenance à la communauté ahmadie, il annule la nomination d'Atif Mian comme conseiller économique.

#### Politique économique

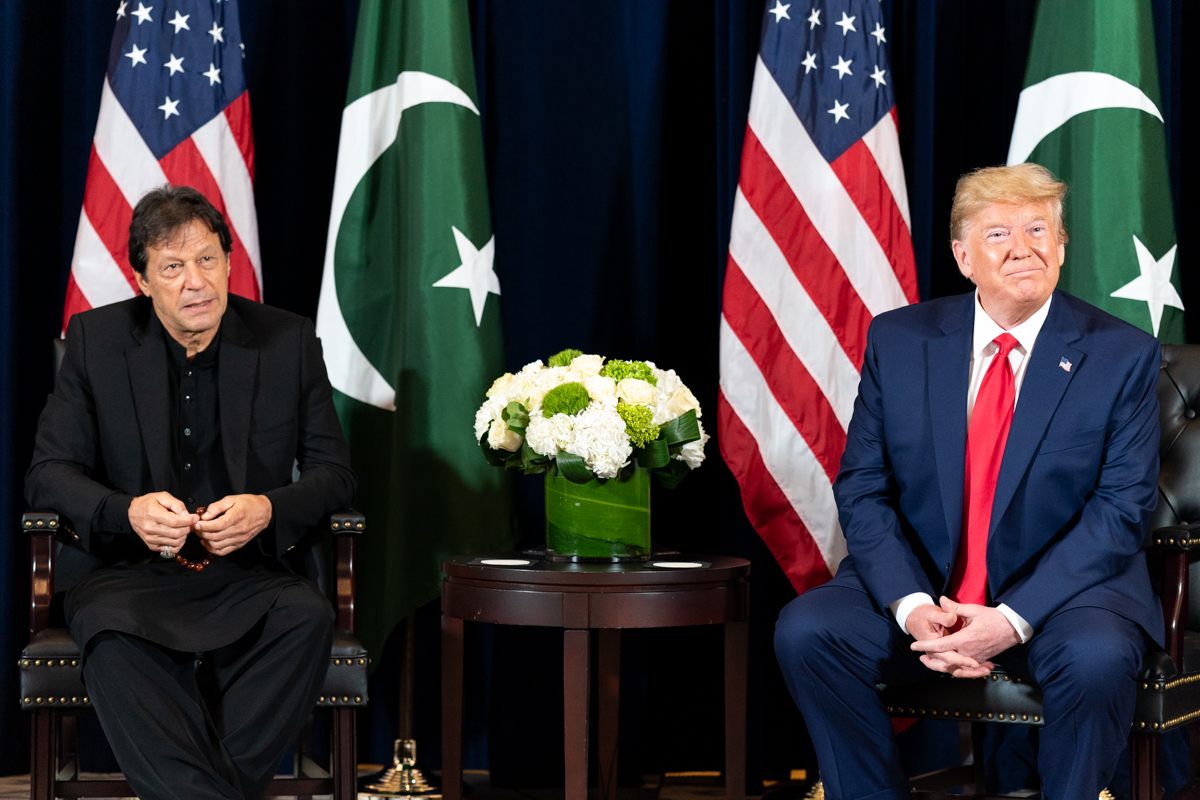
Imran Khan rencontre Donald Trump, en septembre 2019.

Bien qu'il hérite d'une économie dynamique, la situation financière du pays est très fragile et fait face à une crise de la balance des paiements. Paradoxalement, les investissements chinois du corridor économique Chine-Pakistan ont accru l'endettement du pays et profitent peu aux entreprises locales. Le gouvernement fait alors appel à l'aide du Fonds monétaire international en échange de mesures d'austérité. Afin de réduire le déficit budgétaire, Imran Khan annonce en juillet 2019 des hausses de taxes, des coupes dans les budgets de l'éducation et de la santé, une hausse des prix subventionnés de l'énergie et une dévaluation monétaire. Le budget de l'armée est toutefois préservé. En conséquence, la croissance économique chute, l'inflation explose et la pauvreté repart à la hausse après des années de baisse.
Par ailleurs, il tente de mettre en place un État-providence inspiré de l'empire musulman. Il introduit un programme de soins de santé gratuits au Pendjab, ouvre des refuges pour sans-abri et met en œuvre un programme de protection sociale et de lutte contre la pauvreté sous le nom de "Ehsaas".

#### Politique intérieure et contestation
Au pouvoir, Imran Khan est accusé de dérive autoritaire, de persécuter ses opposants  à travers sa campagne anti-corruption, et de servir les intérêts des militaires. Il s'entoure notamment des nombreuses personnalités réputées proches de l’establishment, comme Ijaz Shah, Rashid Ahmed, Shireen Mazari ou Pervez Elahi. Peu après sa prise de fonction, il interdit à l'ancien Premier ministre Nawaz Sharif et à sa fille Maryam de quitter le territoire national, alors qu'ils purgent respectivement des peines de dix et sept ans de prison pour corruption, ce qui lui vaut des accusations de « vendetta ».
Le 1er novembre 2019, un cortège de près de 20 000 partisans de Fazal-ur-Rehman arrive à Islamabad pour réclamer la chute du gouvernement d'Imran Khan. Il reçoit également le soutien du Parti du peuple pakistanais (PPP) et de la Ligue musulmane du Pakistan-Nawaz (LMP-N).
À compter d'octobre 2020, le pays est le théâtre de plusieurs vastes manifestations contre le gouvernement. Celles-ci sont organisées par neuf partis d’opposition qui ont formé une plateforme commune appelée le Mouvement démocratique pakistanais pour lancer une agitation nationale contre le gouvernement. Celle-ci comprend notamment le PPP, la LMP-N, ou encore le Jamiat Ulema-e-Islam (F). Dans le même temps, les salariés de la santé (LHW) ont également entamé un mouvement de grève pour demander plus d’investissements dans le secteur et de meilleurs salaires.
Il fait interdire en 2021 l'organisation islamiste radicale Tehreek-e-Labbaik Pakistan après des manifestations meurtrières. Son principal dirigeant, Hafiz Rizvi, est écroué.

#### Crise politique de 2022 et renversement

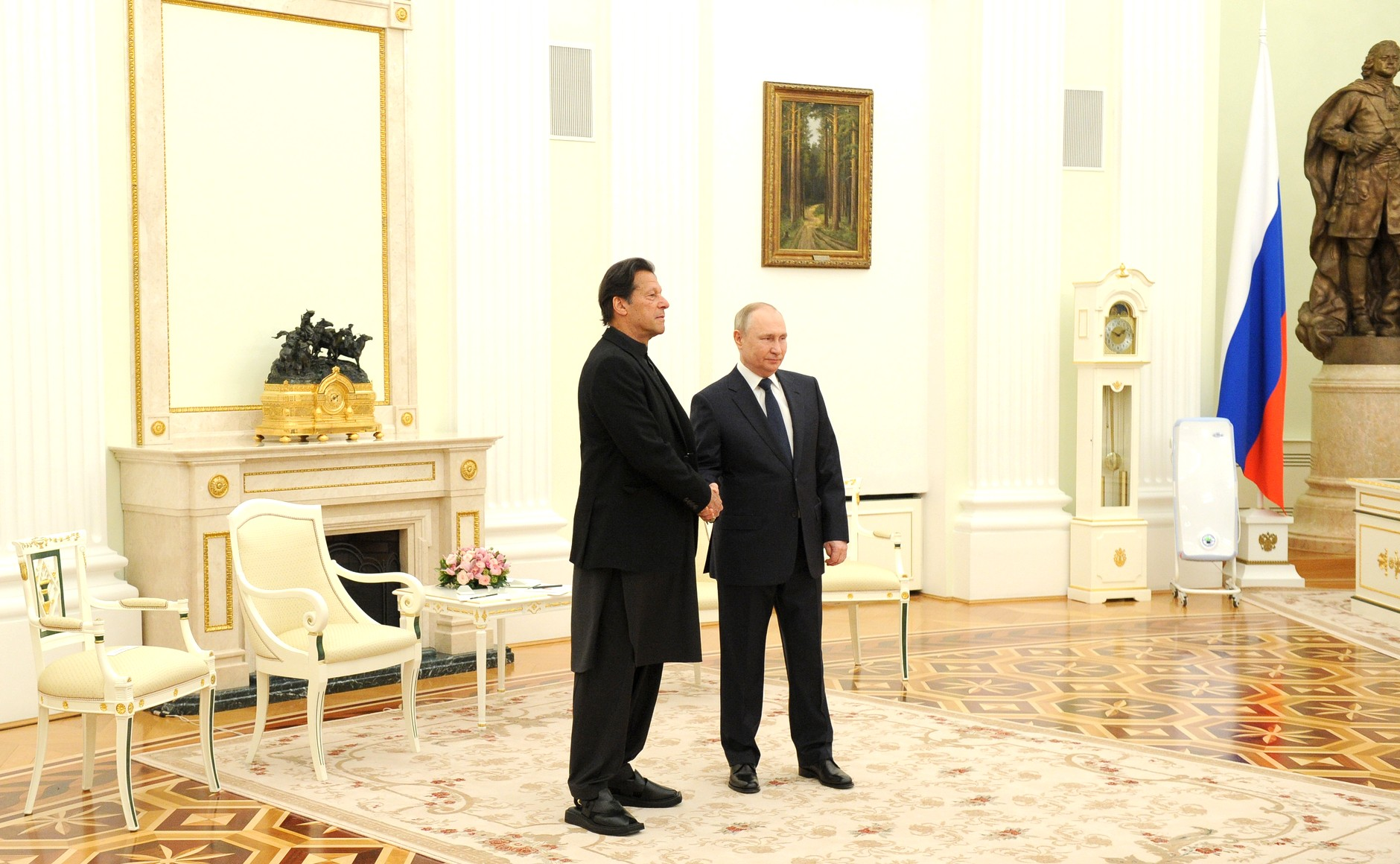
Imran Khan et Vladimir Poutine, le 24 février 2022.

Fin mars 2022, la coalition au pouvoir perd la majorité absolue, et l'opposition, notamment la Ligue musulmane du Pakistan (N) et le Parti du peuple pakistanais, dépose une motion de censure à son encontre. Dans le même temps, Imran Khan perd le soutien de l'armée. Il accuse alors les États-Unis de souhaiter son départ du pouvoir pour s'être rendu en Russie dans le contexte de l'invasion de l'Ukraine par la Russie en 2022 et clame dans un discours devant ses partisans sa volonté de non-alignement : « Nous sommes amis de la Russie, et nous sommes également amis des États-Unis. Nous sommes amis de la Chine et de l'Europe. Nous ne faisons partie d'aucune alliance ».
Le 7 mars 2022, un mois avant le vote sur la destitution du premier ministre, des fonctionnaires du département d'État des États-Unis, notamment le secrétaire d'État adjoint chargé du bureau des affaires de l'Asie du Sud et de l'Asie centrale, Donald Lu, se sont entretenus avec l'ambassadeur du Pakistan à Washington, des militaires pakistanais et d'autres responsables. Selon des comptes rendus de la réunion, authentifiés par The Intercept et d'autres médias, les responsables américains ont reproché au Pakistan sa neutralité dans le conflit russo-ukrainien et suggéré la destitution d'Imran Khan, mettant en garde contre de possibles représailles dans le cas contraire.
Le 3 avril, alors que la motion est en passe d'être votée par l'opposition, le vice-président de l'Assemblée nationale, Qasim Suri, membre du parti du Premier ministre et qui préside la session, refuse qu'elle soit votée, en arguant qu'elle est « contraire à la Constitution » car elle serait soutenue par une « puissance étrangère ». Imran Khan demande peu après au président de la République Arif Alvi de convoquer un scrutin anticipé, ce que ce dernier effectue dans la foulée,,. Ses fonctions doivent alors prendre fin dès la nomination d'un gouvernement intérimaire.
La Cour suprême examine du 3 au 7 avril un recours déposé par l'opposition. Le 7 avril, elle déclare inconstitutionnelle le rejet de la motion de censure et invalide par conséquent la dissolution. La Cour ordonne également à l'Assemblée nationale de se réunir le 9 avril pour voter la motion de censure,.
Imran Khan est finalement renversé par la motion de censure, votée le lendemain peu après minuit par 174 députés, soit deux voix de plus que le minimum requis. C'est la première fois qu'un gouvernement pakistanais est renversé par une motion de censure dans l'histoire du pays. Ce vote fait suite à la démission du président et du vice-président de l'Assemblée. Alors que la session chaotique avait débuté la veille à 10 heures du matin, elle a été ajournée à plusieurs reprises, alors que des députés des deux camps ont échangé des invectives et que des ministres ont retardé le vote par des discours-fleuve en guise d'obstruction parlementaire. Shehbaz Sharif, frère cadet de Nawaz, le remplace comme Premier ministre le lendemain.
Son bilan de quatre années à la tête du pays est décrit comme mitigé. Selon Le Monde, malgré une bonne gestion de la pandémie de Covid-19 et une relance de la croissance, il n'a pas mis en œuvre sa grande promesse d'un État providentiel islamique, éliminé la corruption, créé massivement des emplois et entrepris « les grandes réformes fiscales dont l'économie pakistanaise, structurellement malade, a besoin ». Son bilan reste toutefois meilleur que celui des autres récents gouvernements selon le quotidien.

### Retour dans l'opposition

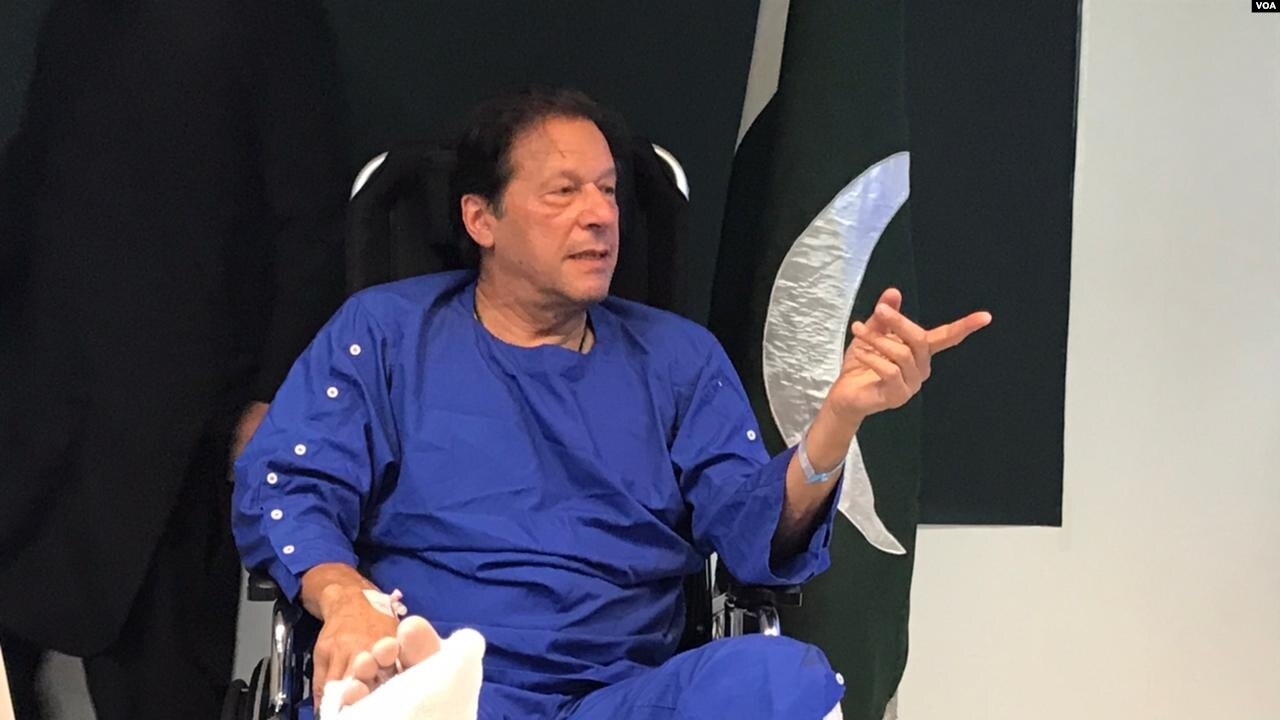
Imran Khan à l’hôpital après la tentative d'assassinat.

Il est cependant toujours populaire auprès de larges pans de la population et organise des manifestations contre ce qu'il présente comme un « complot étranger ». La police pakistanaise procède à l'arrestation dans la nuit du 23 au 24 mai de centaines de cadres de son parti avant une manifestation massive visant à contraindre le nouveau gouvernement à convoquer des élections anticipées. Son parti remporte en juillet une large victoire lors des élections locales au Pendjab, la province la plus peuplée du pays ; il réitère sa demande d'élections anticipés nationales ce que refuse le pouvoir.
La coalition gouvernementale menée par Shehbaz Sharif essaie de le neutraliser par des voies judiciaires. Plus de cent procédures sont lancées contre lui.
En octobre 2022, la Commission électorale du Pakistan interdit à Imran Khan de briguer une fonction élective au sein du gouvernement pendant cinq ans, invoquant sa tromperie en ne déclarant pas certains des cadeaux qu'il a reçus de dignitaires étrangers pendant son mandat de Premier ministre, et de les avoir revendus.
Le 3 novembre 2022, il est victime d'une tentative d'assassinat à Wazirabad au cours de laquelle il est blessé par balle à la jambe. Il accuse Shehbaz Sharif d'en être responsable.

### Idéologie

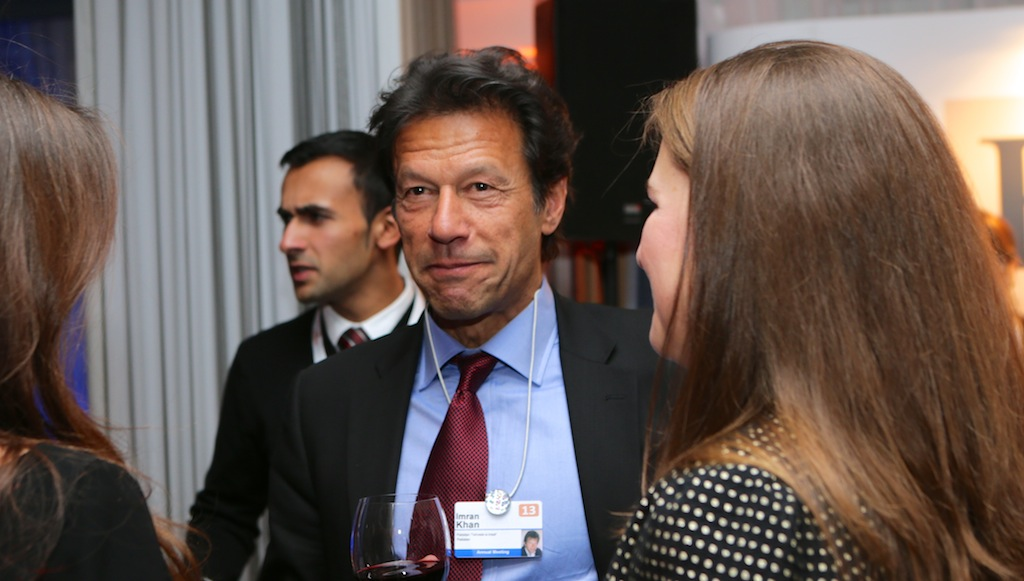
Imran Khan en 2013, au anniversaire du Financial Times.

Imran Khan est souvent décrit comme populiste et régulièrement critiqué pour son manque de régularité et son incohérence politique. Longtemps vu comme un libéral, il devient plus conservateur au fil des années et est même parfois vu comme un rigoriste religieux. Il indique lui-même puiser ses références dans l'Islam mais aussi dans la social-démocratie scandinave et loue l'État-providence. Il critique cependant le marxisme qui aurait « supprimé la religion de la société » ainsi que le « féminisme occidental » qui aurait « dégradé le rôle de la mère ». Dans ses discours publics et le programme de son parti, Imran Khan met surtout en avant la lutte contre l'élite politique dynastique, la corruption et le favoritisme et plaide pour le développement des services publics,.
Il a au début de son gouvernement les faveurs de la puissante armée pakistanaise, dont le soutien est indispensable pour accéder au pouvoir au Pakistan, qui le perçoit comme plutôt pro-américain. « Au Pakistan, il y a une loi des trois A : Allah, Armée, Amérique », commente un analyste. L'armée se retournera ensuite contre lui, notamment du fait de ses critiques grandissantes des États-Unis. Selon le politologue Christophe Jaffrelot, « Imran Khan est un populiste qui cherche à s'affranchir du soutien des notables pour entrer directement en relation avec les masses, en usant d'un discours gorgé d'émotion, aux accents ethno-religieux et nationalistes. » Pour le sénateur communiste Afrasiab Khattak, Imran Khan « veut être perçu comme un homme spirituel et religieux, mais dans sa vie privée, il est plus libéral que le plus libéral des Pakistanais ».

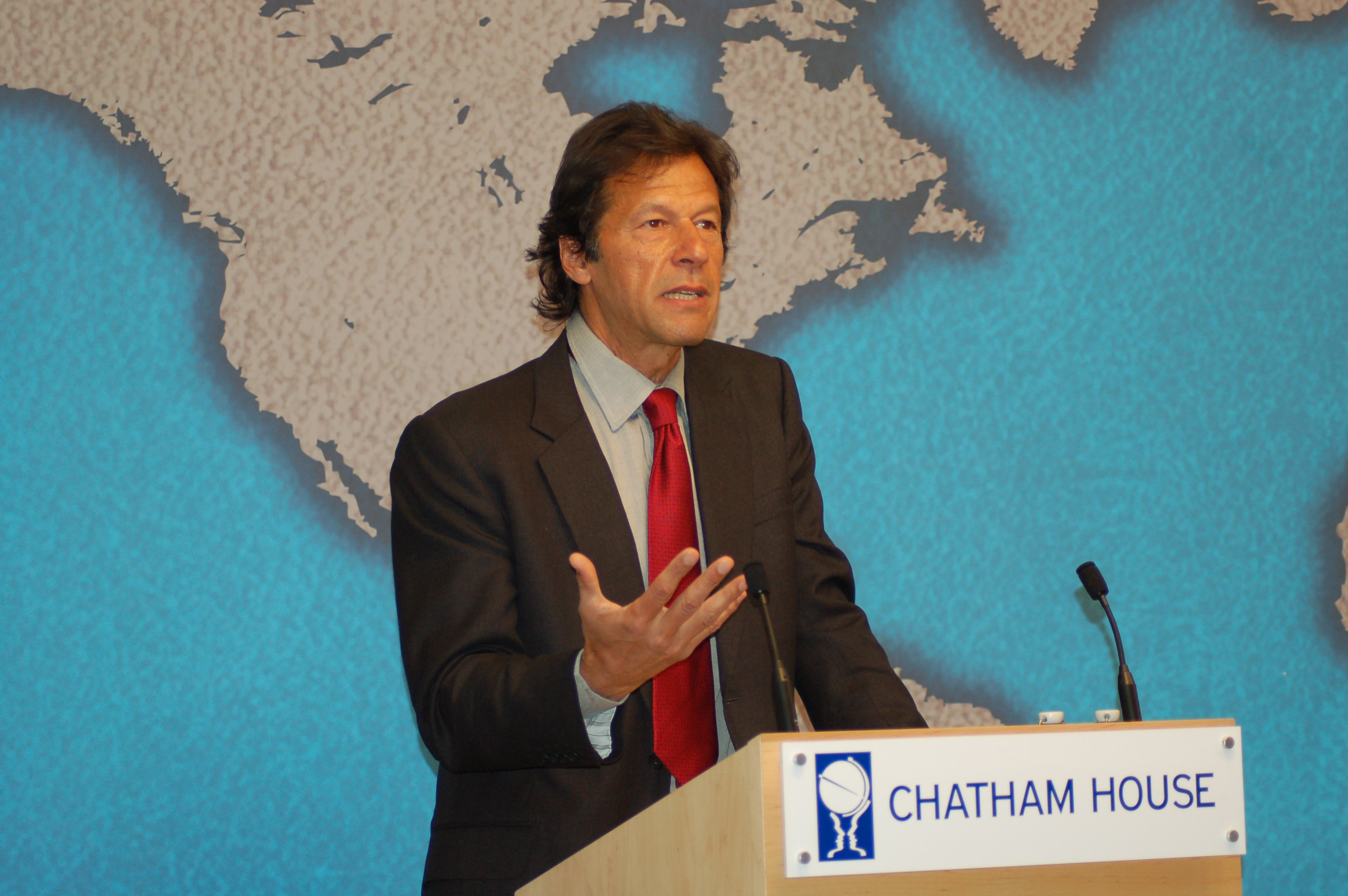
Imran Khan au Royal Institute of International Affairs (2010).

Il est critique à l'égard des États-Unis, tout en multipliant les marques de sympathies vis-à-vis de la Chine, qui investit économiquement beaucoup au Pakistan. Ainsi, il ne critique pas Pékin, premier partenaire économique du Pakistan, au sujet des musulmans Ouïghours internés dans des camps mais s'en prend en 2020 au président français Emmanuel Macron pour sa défense des caricatures de Mahomet, convoquant même l'ambassadeur de France. De même, le 26 juin 2020, il suscite la controverse en qualifiant Oussama ben Laden de « martyr ». À l'inverse, il soutient l'acquittement de la chrétienne Asia Bibi en octobre 2018 et promet d'assurer sa sécurité.
En octobre-novembre 2020, à la suite des propos d'Emmanuel Macron sur la liberté de caricaturer (dans le contexte du procès de l'attentat contre Charlie Hebdo et de l'assassinat de Samuel Paty), l'organisation islamiste Tehreek-e-Labbaik Pakistan (TLP) lance plusieurs manifestations au Pakistan. Pour mettre fin à la mobilisation, Imran Khan conclut alors un accord avec le groupe islamiste prévoyant une rupture des liens diplomatiques et économiques avec la France. Après des manifestations violentes demandant son application en avril 2021, Imran Khan désavoue l'accord, au motif qu'une détérioration des relations avec la France impacterait les exportations de textiles pakistanais vers l'Union européenne. Il demande aux pays occidentaux d'interdire le blasphème au même titre que la négation de la Shoah et déclare partager les objectifs du TLP mais rejeter ses méthodes.
La gauche lui reproche également d'avoir, en dépit de sa rhétorique populiste et souverainiste, maintenu une politique économique globalement néolibérale. Le Premier ministre pakistanais a notamment accepté en 2019 un accord avec le FMI prévoyant un programme d'austérité, conduisant à des coupes budgétaires dans les dépenses d'éducation et de développement et à une hausse de l'inflation. En outre, dans l'espoir de stimuler la croissance, son gouvernement a annoncé une amnistie fiscale pour les Pakistanais les plus riches ayant fraudé l’impôt, en échange d'investissements dans des programmes de construction de logements. Le ministère des Finances a été confié à Hafeez Sheikh, un ancien membre de la Banque mondiale, et la direction de la Banque centrale à Reza Baqir, issu du FMI.

## Affaire judiciaire

### Poursuites judiciaires et emprisonnement
Le 5 mars 2023, alors qu'il fait l'objet d'un mandat d'arrêt pour son refus de se rendre au tribunal, la police échoue à l'arrêter dans sa résidence de Zaman Park après l'intervention de ses partisans. Elle échoue de nouveau le 15 mars. Après la suspension de son mandat d'arrêt, il se rend finalement à cette convocation. Il dénonce des manœuvres visant à l'« enlever », l'« assassiner » et à l'empêcher de se présenter aux prochaines élections, alors qu'il est visé par plusieurs affaires, un stratagème utilisé par plusieurs gouvernements précédents dans le pays pour persécuter l'opposition.
Le 9 mai 2023, il est arrêté au tribunal alors qu'il comparaissait pour une affaire de corruption, quelques heures après une mise en garde de l'armée à son encontre au sujet de ses accusations répétées à leur égard. En effet, deux jours auparavant, il avait critiqué un major-général de l'armée, l'accusant d'être responsable de sa tentative d'assassinat en novembre 2022. L’arrestation s’est produite dans l’enceinte de la Haute Cour d’Islamabad où Imran Khan devait comparaître pour des accusations de corruption. Alors qu’il se trouvait dans la salle de reconnaissance biométrique, des paramilitaires, ont investi brutalement les lieux en cassant les fenêtres et les portes, puis brutalisé l’ancien Premier ministre, trainé violemment à l'extérieur avant d’être jeté dans un véhicule blindé. Son avocat a été blessé.
Son arrestation est déclarée illégale par la Cour suprême et un tribunal autorise sa libération sous caution le 12 mai. Le gouvernement, qui conteste la décision de la haute juridiction, s’est dit déterminé à trouver d’autres moyens pour le faire arrêter. Le ministre de l’Intérieur a prévenu sur une chaîne de télévision : « Nous l’arrêterons à nouveau ».
Condamné le 5 août 2023 à trois ans de prison pour corruption dans l'affaire des cadeaux diplomatiques, il est emprisonné le jour même. Cette condamnation l'empêche de participer aux prochaines élections, ayant été déclaré inéligible pendant cinq ans. Il sera par ailleurs inéligible encore cinq ans après avoir purgé sa peine.
Il est enfermé dans la prison d'Attock dans des conditions difficiles : son matelas est dépourvu de lit et sa cellule, sombre, est juste assez grande pour contenir un tapis de prière et un ventilateur mais n'est pas équipée d'un système de climatisation. Le 27 septembre, il est transféré à la prison d'Adiala. En prison, il passe ses journées à lire le Coran et d'autres ouvrages religieux qui ont affermi sa foi, et indique s'être bien adapté aux conditions de détention, dans un communiqué diffusé par sa famille. Le 12 octobre 2023, il assure « être en meilleure forme que jamais auparavant ».
Bien que sa condamnation à trois ans de prison pour corruption a été suspendue le 29 août par un tribunal d'Islamabad, Imran Khan demeure incarcéré. Il avait juste auparavant été écroué pour la divulgation d'un document classifié, passible d’une peine maximale de 14 ans de prison, plus lourde que celle pour corruption. Il est inculpé le 23 octobre.
Le 21 décembre, la Haute Cour d'Islamabad rejette son recours sur la suspension de sa condamnation pour corruption. Il est de nouveau libéré le 22 décembre sous caution par la Cour suprême au sujet de l'affaire du document classifié mais reste emprisonné du fait des autres poursuites.
Le 30 janvier 2024, il est condamné à dix ans de prison ferme et à cinq ans d'inéligibilité pour divulgation de secrets d'État en compagnie de l'ancien ministre des Affaires étrangères et vice-président du PTI Shah Mehmood Qureshi, sa condamnation intervient à moins de dix jours des élections législatives. Le lendemain, il est condamné à 14 ans de prison ferme et à cinq ans d'inéligibilité dans une autre affaire de corruption en compagnie de son épouse. Le 3 février, lui et sa femme sont condamnés pour sept ans de prison ferme pour s'être mariés sans avoir attendu un délai de trois mois après le divorce de celle-ci.
Le 3 juin, la Haute Cour d'Islamabad annule les accusations d'Imran Khan pour fuite de secrets de sécurité nationale. Le 12 juillet, la Cour suprême invalide la décision de la commission électorale privant le PTI de ses sièges réservés. Le 13 juillet, la Haute Cour d'Islamabad annule la procédure visant Imran Khan pour mariage illégal. Le jour même, alors qu'il est libérable du fait de l'annulation de deux condamnations, et de la suspension de deux autres, il est de nouveau poursuivi ainsi que son épouse pour une affaire de corruption liée à des cadeaux diplomatiques qu'il aurait reçus. Le 15 juillet, il est arrêté pour de nouvelles charges liées aux manifestations du 9 mai 2023. Le jour même, le gouvernement annonce qu'il va interdire le PTI, faire appel de la décision de la Cour suprême, et déposer un recours pour haute trahison à l'encontre de l'ancien président Arif Alvi, Imran Khan, et l'ancien président de l'Assemblée nationale Qasim Suri pour la dissolution inconstitutionnelle de l'Assemblée en 2022.
Enfermé dans une cellule de 2,10 mètres sur 2,40 mètres, il affirme que ses conditions de détention son similaires à celles d'un terroriste. Au mois de juillet 2024, un groupe de travail des Nations unies sur les droits humains a qualifié son incarcération d'arbitraire et de contraire au droit international, exigeant sa libération immédiate.
Fondateur de l'organisation à but non lucratif Al-Qadir Trust créée en 2019 aux côtés de sa troisième épouse, Bushra Bibi, il est soupçonné d'avoir un rôle actif dans le détournement de 190 millions de livres sterling provenant de la National Crime Agency et devant être restitués au Pakistan, au profit de leur organisation et notamment pour s'accaparer des terrains au nom de cette fondation. En janvier 2025, il est condamné à quatorze ans de prison pour corruption et détournements de fonds, Bushra Bibi  est quant à elle condamnée à sept ans de prison.

### Manifestations de ses partisans
Son arrestation le 10 mai 2023 provoque immédiatement des manifestations massives de soutien : « Les manifestations montrent la très grande diversité sociale, ethnique et de genre, de ses partisans. Des femmes, des classes supérieures et populaires, une foule très déterminée et remontée contre l’armée, mais aussi contre le gouvernement, la justice et même les médias. Imran Khan cristallise les colères, l’angoisse, les frustrations nées de la crise sociale et économique et qui ne peut pas s’exprimer par d’autres canaux, faute de contre-pouvoirs, de corps intermédiaires, de syndicat » souligne Laurent Gayer, chercheur au Centre de recherches internationales (CERI) et spécialiste du Pakistan.
Les manifestants ont ciblé en particulier des bâtiments militaires, saccageant la résidence du chef de l’armée à Lahore et tentant de prendre le QG de l’armée à Rawalpindi, Des routes ont aussi été bloquées. Les autorités réagissent avec violence : huit personnes ont été tuées selon un bilan provisoire et plus de 2 000 arrêtées. Les écoles sont fermées, l’accès à Internet restreint ou coupé pour empêcher les manifestants de s’organiser, et les rassemblements publics interdits. Les principaux dirigeants du Mouvement du Pakistan pour la justice, le parti d’Imran Khan, sont arrêtés, dont d'anciens ministres.
Malgré la répression, le PTI arrive en tête des élections législatives pakistanaises de 2024, tenues le 8 février. Contrairement aux années précédentes, les résultats du scrutin ne sont pas connus le jour même, la commission électorale évoquant une panne technique d'internet. Alors que les médias diffusent leurs résultats qui donnent les indépendants du PTI en tête du scrutin malgré la répression du parti, à la surprise générale, la lenteur du dépouillement fait soupçonner une fraude électorale. Le PTI reste exclu du gouvernement après ce scrutin grâce au soutien de l'armée au Premier ministre Shehbaz Sharif.
En septembre 2024, le gouvernement adopte une loi restreignant le droit de manifester et la police multiplie les arrestations de membres du PTI. Des députés sont arrêtés dans l’enceinte du Parlement.
Des sympathisants de l'ex-premier ministre défilent à nouveau massivement à Islamabad en octobre 2024. Le gouvernement réagit en faisant déployer l'armée dans les rues, en instaurant des barrages et en coupant internet.

## Vie privée
Il s'est marié à Jemima Goldsmith en 1995 à la grande mosquée de Paris, avec laquelle il a deux fils : Suleiman Isa Khan, né en 1996 et Qasim Khan, né en 1999. Ils ont divorcé à l'amiable en 2004 et Imran Khan vit à Islamabad depuis, après avoir longuement fréquenté les endroits huppés de Londres et accumulé les conquêtes.
En 2015, il se marie en secondes noces avec Reham Khan, journaliste à la télévision pakistanaise, mais l'union est de courte durée.
En 2018, il officialise son union avec Bushra Bibi qu'il désigne comme ayant été sa « guide spirituelle », ce qui, selon lui, l'éloigne de son passé de « jet setteur ». Il affirme l'avoir rencontrée entièrement voilée et l'avoir épousée pour sa spiritualité.

## Décorations
- Collier de l'Ordre d'État de Ghazi Amir Amanullah Khan (Afghanistan).
- Grand-cordon de l'Ordre du roi Abdelaziz (Arabie saoudite).
- Grand-cordon de l'Ordre du Courage (Bahreïn).
- Grand-cordon de l'Ordre de la République de Pakistan (en)
- Deuxième classe de l'Ordre de Nishan-e-Imtiaz (en) (Pakistan).
- Médaille présidentielle (Pakistan).